# Vârful Oslea, Munții Vâlcan
Vârful Oslea este cel mai înalt vârf din Munții Vâlcan (Carpații Meridionali), având o altitudine de 1946 metri. Este parte din Rezervația naturală Muntele Oslea.